# Iglesia de la Madre de Dios de Ushguli
La iglesia de la Madre de Dios de Ushguli (en georgiano: უშგულის ღვთისმშობილის სახელობის ეკლესია), conocida popularmente como iglesia Lamaria de Ushguli (უშგულის ლამარია), es una iglesia ortodoxa medieval ubicada en el altiplano noroeste de la provincia georgiana de alta Svanetia, ahora parte del municipio de Mestia, en la región de Samegrelo-Zemo Svaneti. Es una iglesia de salón simple, con un ábside saliente y una girola. El interior contiene dos capas de frescos medievales, en estado de deterioro. Está inscrita en la lista de los Monumentos culturales inamovibles de importancia nacional de Georgia.

## Ubicación
La iglesia está situada en las afueras de la aldea montañosa de Zhibiani, parte de la unidad territorial de Ushguli, municipio de Mestia. Zhibiani es uno de los lugares habitados permanentemente más altos de Europa, ubicado a 2.100 sobre el nivel del mar. El edificio encabeza una colina sobre el pueblo, con el trasfondo de los 5193 metros de altura del Shjara. Está rodeada por un muro de piedra bajo y defendida por una torre Svan en su extremo oeste.

## Historia

Lamaria, con el Shkhara al fondo.

La iglesia de Lamaria no aparece en los registros históricos. A juzgar por sus características arquitectónicas, data del siglo IX o X. Está dedicada a la Dormición de la Madre de Dios."Lamaria" es un nombre aplicado por los montañeses Svan a María, madre de Jesús, cuya veneración se sobrepuso al antiguo culto precristiano de Lamaria, una deidad femenina de la maternidad y la fertilidad.
Según una leyenda local, la iglesia de Lamaria fue escenario del asesinato del noble Puta Dachkelani, un Dadeshkeliani, que intentó imponer su gobierno sobre la gente libre de Ushguli. La leyenda dice que toda la aldea ayudó a tirar de una cuerda atada al gatillo de un mosquete, dividiendo por lo tanto la responsabilidad del asesinato. Se dice que las prendas de Puta se conservaron en la iglesia durante mucho tiempo.
Lamaria albergó una colección de docenas de artículos de la iglesia (manuscritos, íconos, cruces y diversos utensilios) que el erudito Ekvtime Taqaishvili catalogó durante su expedición a Svanetia en 1910. La iglesia es funcional y actualmente sirve como sede de un obispo ortodoxo de Mestia y Zemo Svaneti.

## Diseño

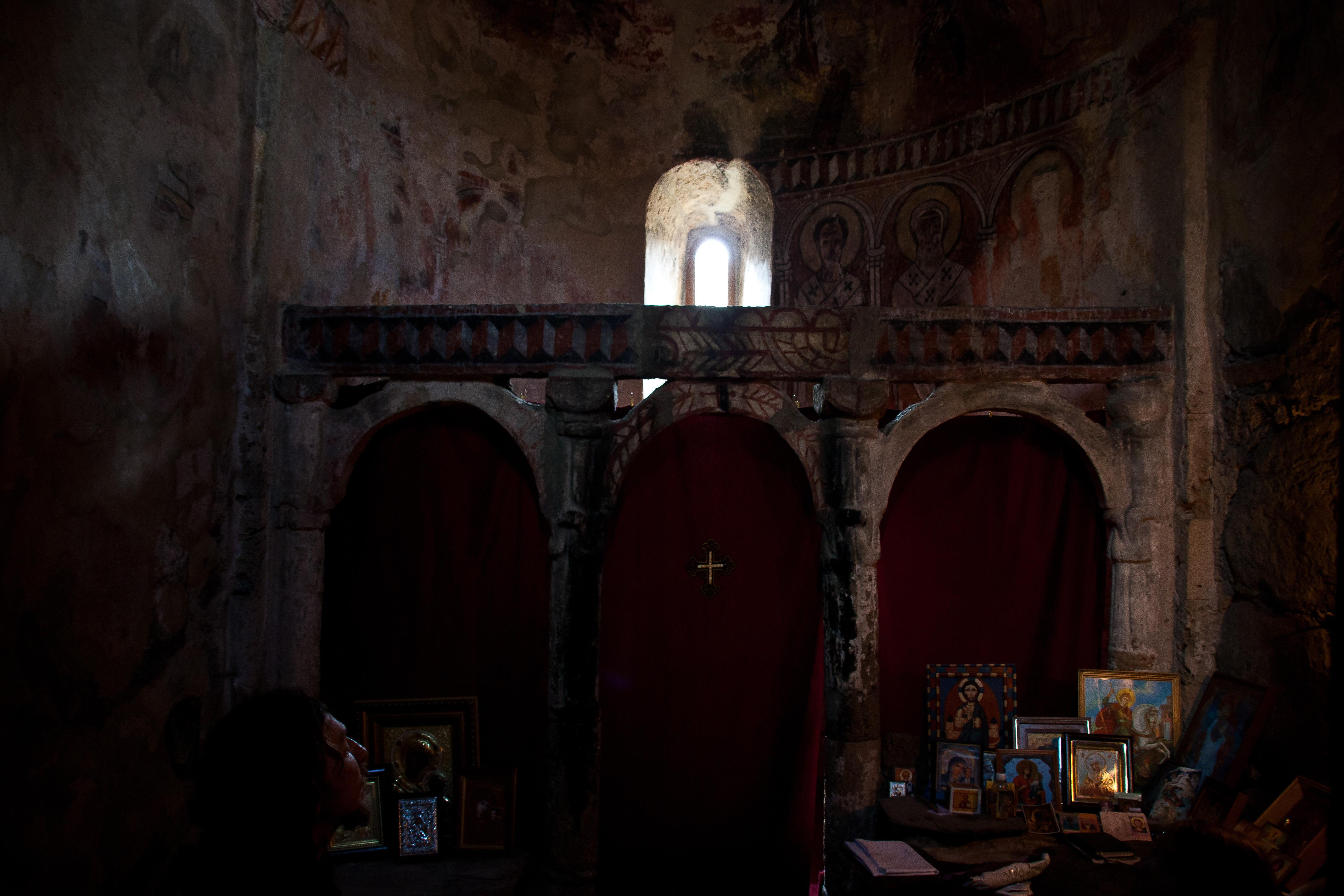
Altar y ábside

Lamaria es una iglesia de salón, con un ábside triangular prominentemente proyectado y una girola relativamente grande que envuelve la iglesia en el sur y el oeste. La iglesia está construida con bloques de piedra caliza cuidadosamente labrados. La girola tiene puertas de remolque: una es una puerta de arco bajo cortada en su segmento sur; la otra, en su porción oeste, conduce a la nave. Esta última es una sala rectangular oblonga que termina en un ábside semicircular relativamente poco profundo, colocado tres pequeños escalones sobre el nivel del piso. El ábside está separado de la nave por un original iconostasio de piedra de tres arcos. La bóveda está dividida en dos partes iguales por un arco de soporte.
Está escasamente iluminada por dos ventanas, una en el ábside y otra en la pared oeste. Tanto las paredes internas como el iconostasio están cubiertas con dos capas de frescos ahora descoloridos, la capa anterior data del siglo X y la segunda capa pintada es del siglo XIII. La girola también fue pintada al fresco, pero solo sobreviven fragmentos de las pinturas del siglo XIII. El exterior presenta escasas piedras decorativas. La fachada oeste tiene una cruz, esculpida en relieve, y una losa con una inscripción georgiana de cuatro líneas, en una escritura mixta khutsuri - mkhedruli, fechada paleográficamente en el siglo XI y mencionando a una donante, llamada Gurandukht. La iglesia también contiene varios grafitis, que datan del siglo X al XVIII.